# (541078) 2018 QS2
(541078) 2018 QS2 es un asteroide perteneciente al cinturón de asteroides descubierto el 3 de septiembre de 2014 por el equipo del Catalina Sky Survey desde el Catalina Sky Survey, Arizona, Estados Unidos.

## Designación y nombre
Designado provisionalmente como 2018 QS2.

## Características orbitales
2018 QS2 está situado a una distancia media del Sol de 2,537 ua, pudiendo alejarse hasta 2,999 ua y acercarse hasta 2,075 ua. Su excentricidad es 0,182 y la inclinación orbital 14,32 grados. Emplea 1476,57 días en completar una órbita alrededor del Sol.

## Características físicas
La magnitud absoluta de 2018 QS2 es 17. 